# Haus im Moos

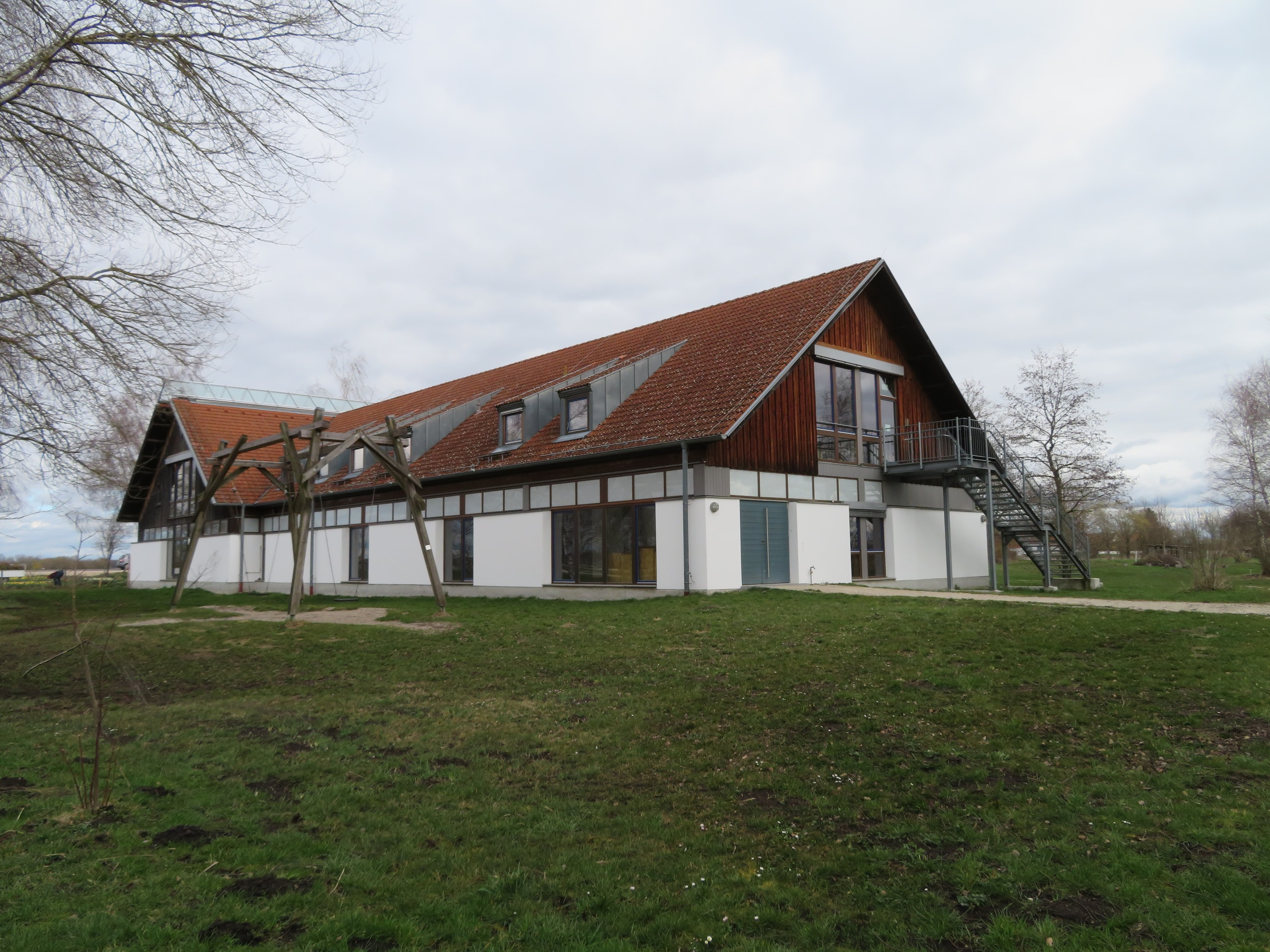
Hauptgebäude

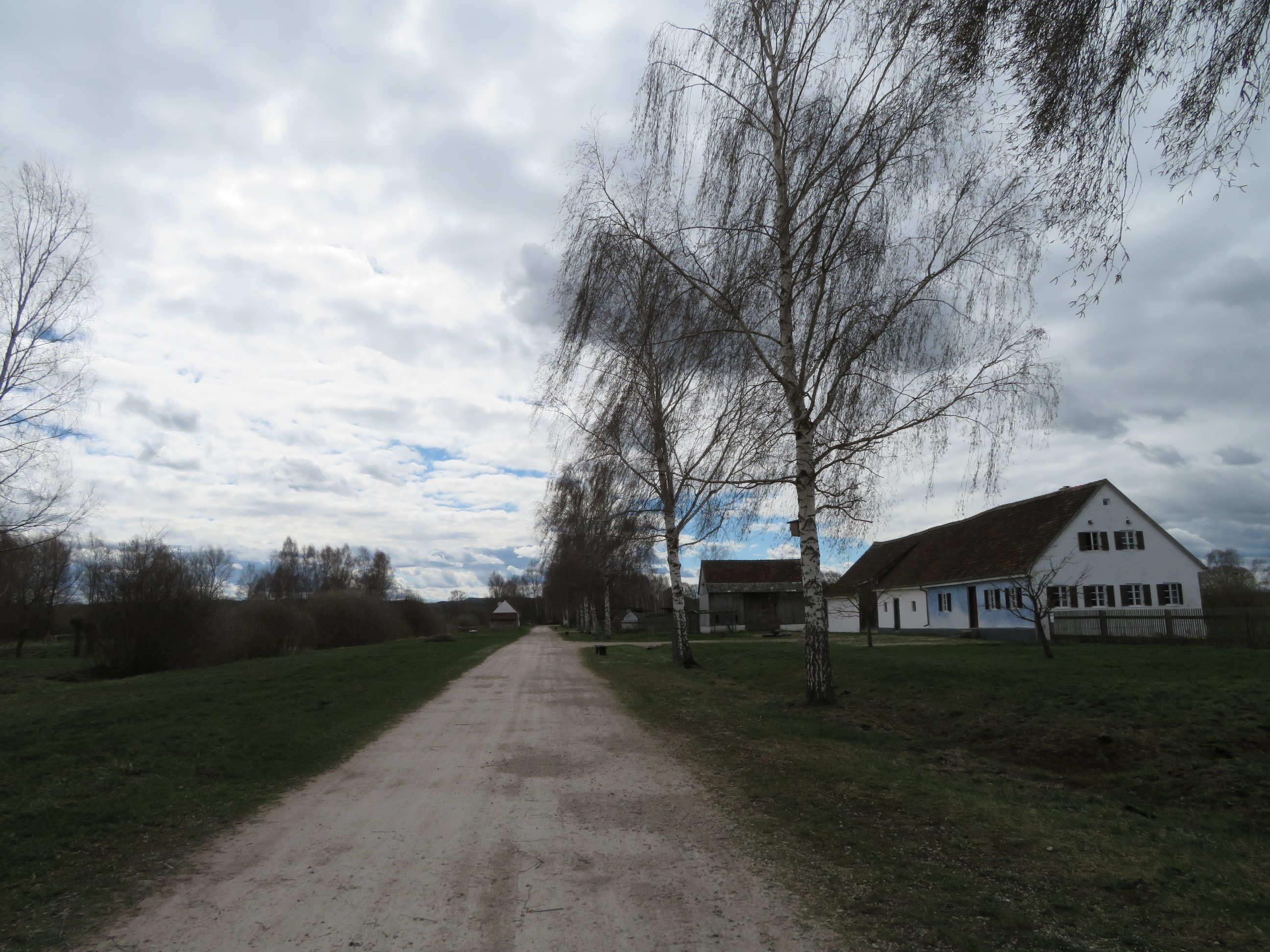
Museumsstraße mit Öxler-Hof

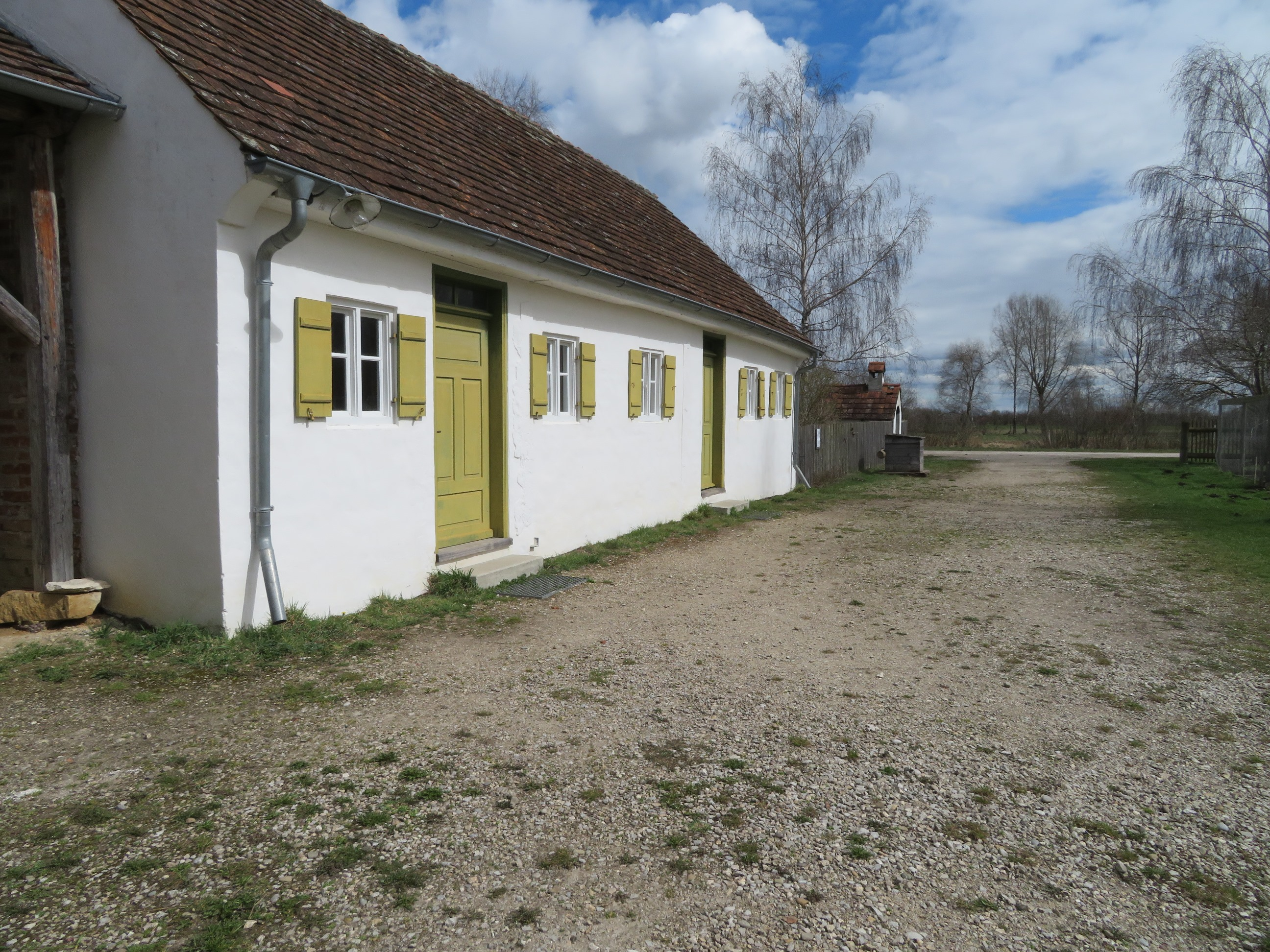
Hofstetter-Anwesen

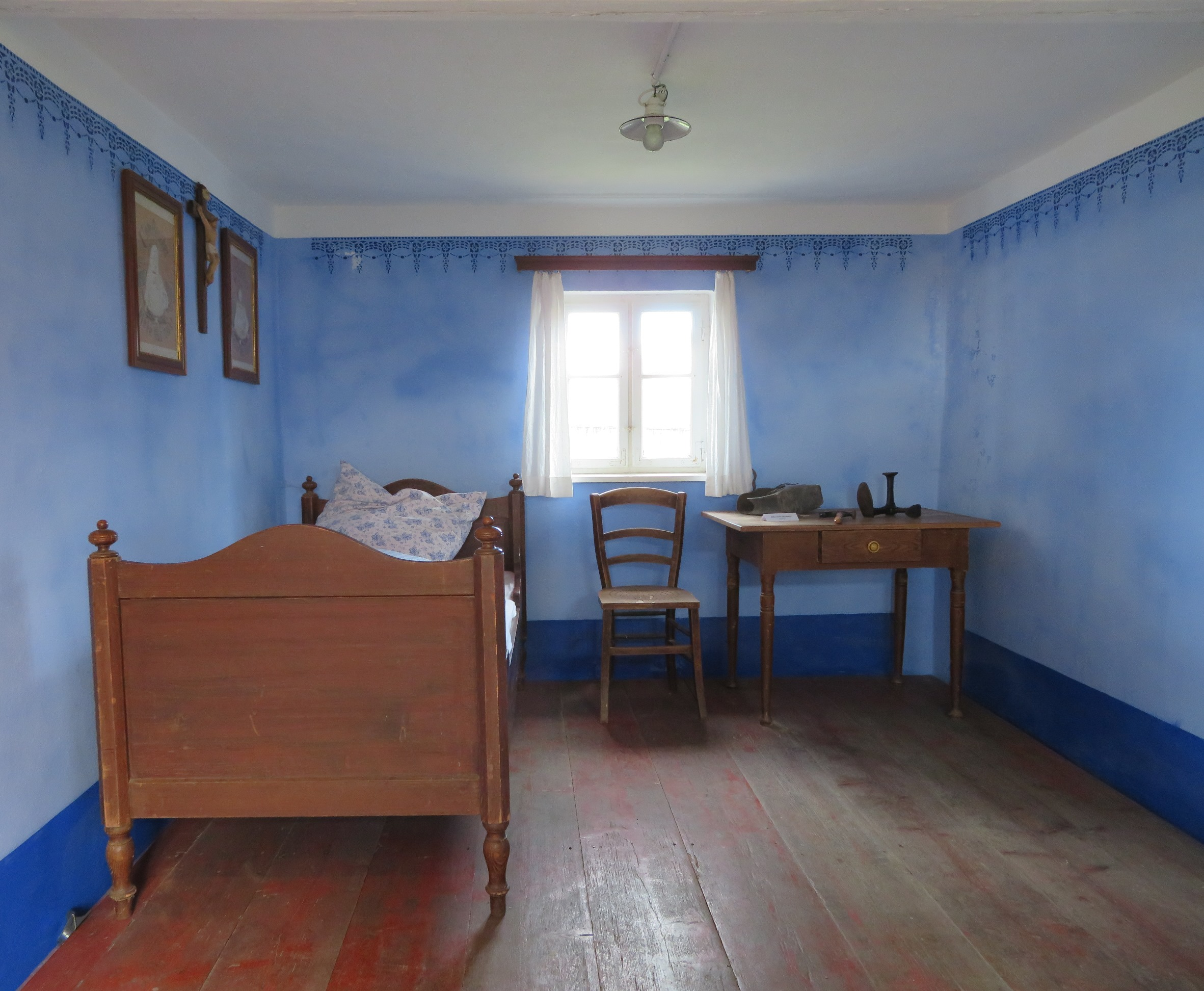
Austragsquartier im Hofstetter-Anwesen

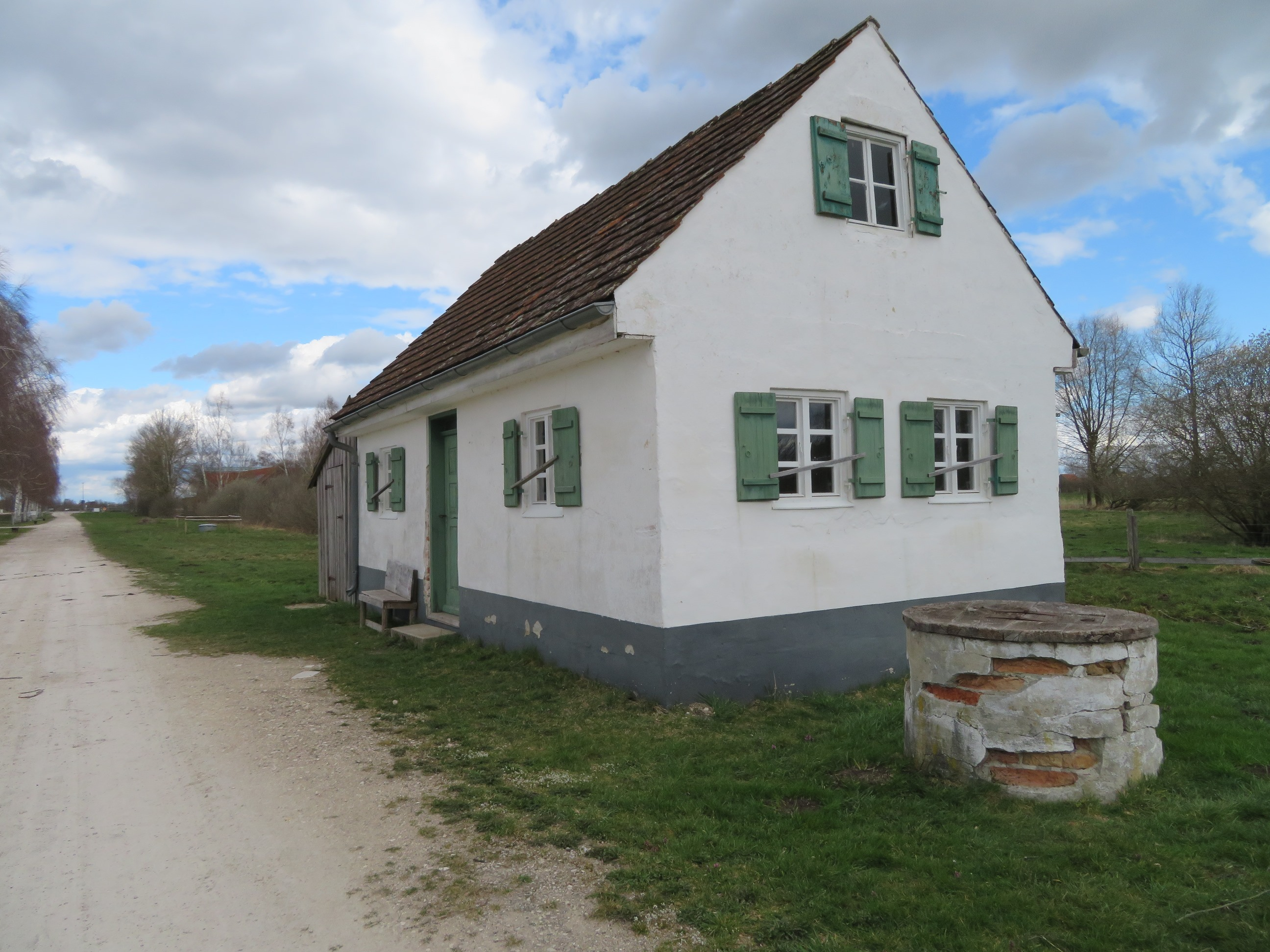
Kanalhaus

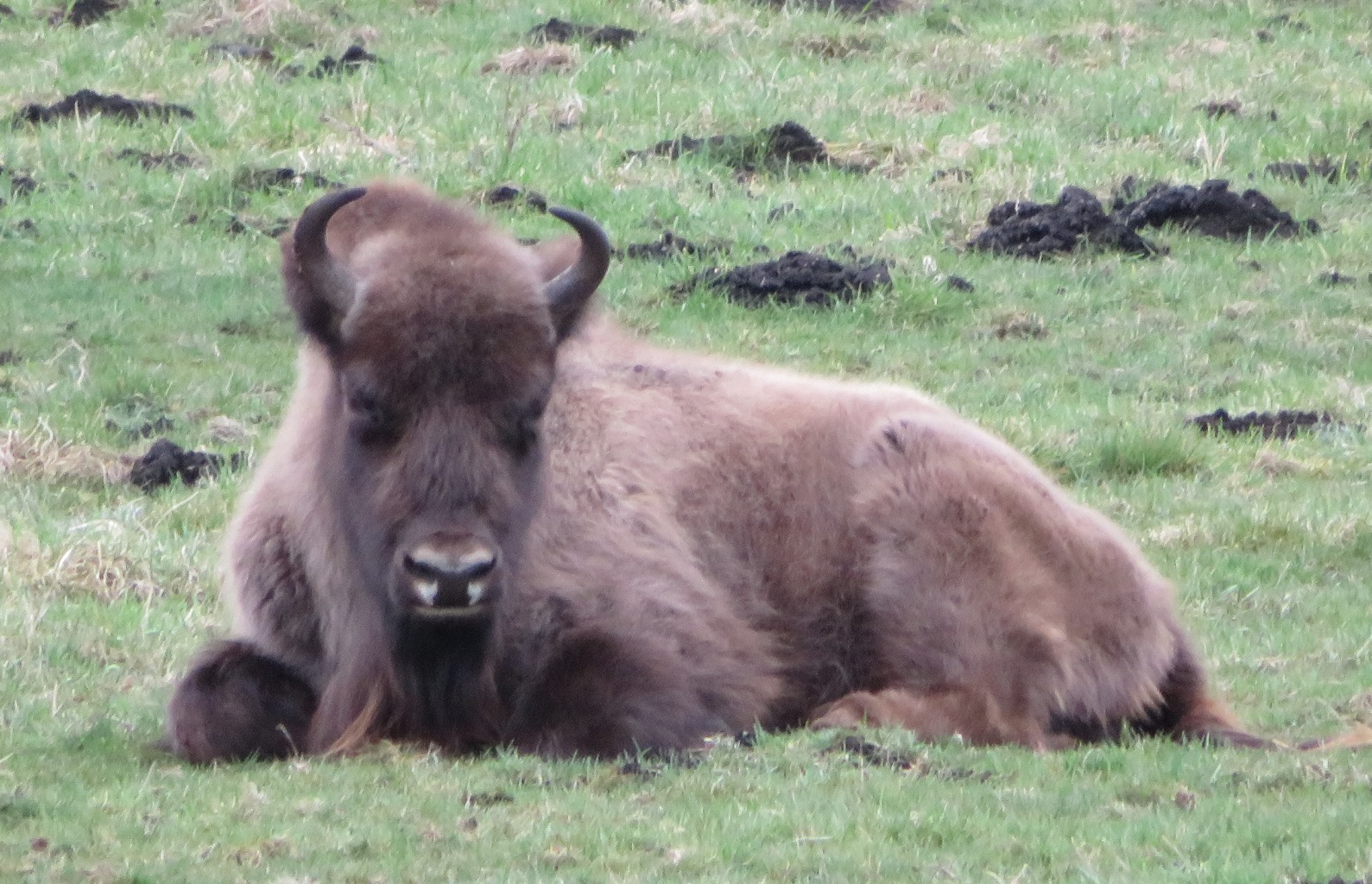
Wisent

Das Haus im Moos in Kleinhohenried ist ein Museum in Kombination mit einer Bildungs- und Tagungsstätte im Donaumoos. Es wurde 1998 eröffnet. 
In der Einrichtung ist der Kampf der Kolonisten um die Entwässerung und Bewirtschaftung des Moores dokumentiert, der im späten 18. Jahrhundert begann.

## Hauptgebäude
Im Hauptgebäude befinden sich Seminar- und Ausstellungsräume, in denen Wechselausstellungen zur Geschichte der Besiedlung des Donaumooses gezeigt werden, sowie das Heimatmuseum des Kulturhistorischen Vereins Donaumoos. 

## Freigelände
Das Freigelände ist als Freilichtmuseum mit mehreren nach Kleinhohenried translozierten historischen Gebäuden, Naturerlebnispfaden und Tiergehegen gestaltet. Zu den alten Baulichkeiten gehört auch der Rosinger Hof, der die Museumsgaststätte, einen Saal und seit 2008 auch eine historische Kegelbahn beherbergt. Der Kolonistenhof wurde 1795 oder 1796 in Rosing errichtet; sein Fachwerkgiebel und die Lehmdecken in der Gaststube stammen aus der Erbauungszeit.
Die übrigen translozierten Donaumooshäuser sind als Museumshäuser mit Nebengebäuden, Brunnen- und Gartenanlagen zu besichtigen. Es handelt sich um ein Tagelöhnerhaus und zwei Moosbauernhöfe, die originalgetreu eingerichtet sind. Sie reihen sich an einer Straße auf, die von Entwässerungsgräben und Birken gesäumt ist.
Der Öxler-Bauernhof repräsentiert einen der größeren Höfe des Donaumooses aus der Zeit um 1910. Er ist mit Garten, Brunnen und Nebengebäuden ausgestattet. Zur Innenausstattung gehörten bei der Übernahme auch noch die mit einem Akanthusmuster verzierten Rollos aus dem frühen 20. Jahrhundert. Diese wurden zwar konserviert, konnten aber wegen großflächiger Beschädigungen nicht wieder in dem alten Wohnhaus aufgehängt werden und mussten originalgetreu nachgewebt werden. Andere Einrichtungsgegenstände des Öxler-Hofes stammen aus den Beständen des kulturhistorischen Vereins Donaumoos, also nicht aus dem Originalhaus. Bekannt ist allerdings, wer den Hof um 1910 bewohnte, so dass die Raumausstattung entsprechend gewählt werden konnte. Bauer Andreas Roche oder Rusch und seine um sieben Jahre ältere Ehefrau Bertha, die in erster Ehe mit Ludwig Öxler verheiratet gewesen war, zogen vier Kinder auf. Davon stammten drei aus der ersten Ehe der Bäuerin, ein Sohn namens Sepp und zwei Töchter namens Juliana und Bertha, während aus der Ehe mit Roche die jüngste Tochter Maria stammte. Die übrigen zehn oder elf Kinder, die die Besitzerin des Hofes gebar, überlebten ihre frühe Kinderzeit nicht. Zum Hof gehört ein Stadel, in dem die Getreideernte von etwa zwei Hektar Ackerland gelagert werden konnte. In einer offenen Hütte waren Torf, Wagen und andere Gerätschaften untergebracht. Viele Arbeitsgeräte für die Feldarbeit, z. B. ein Häufelpflug und eine Bifangegge, die für den Kartoffelanbau gebraucht wurde, hatten ihren Platz im Hausstadel.
Aus etwas späteren Jahren als der Öxler-Hof, etwa aus der Zeit um 1923, stammt das Inventar des Hofstetter-Anwesens. Dieser Hof ist insgesamt kleiner, besitzt aber zwei separate Zugänge für die Besitzerfamilie und den Austrägler. Die Wohnräume sind mit reichen farbigen Dekorationen versehen. Das Haus stand einst an der Schrobenhausener Straße 68 in Grasheim und wurde 1994 transloziert. 1880 hatte das Ehepaar Anna und Michael Schedelbauer das damals neue Haus im Zug einer Erbteilung erhalten. Michael Schedelbauer war gelernter Schuster und betrieb dieses Handwerk neben der Landwirtschaft. Nachdem er 1911 seine Frau verloren hatte, zog er in die Austragskammer. Zwei Jahre lang betrieb seine älteste Tochter Veronika mit ihrem Mann die Landwirtschaft, dann übergab sie an ihren Bruder Josef, der aber ebenfalls bald wegzog. Das Hofstetter-Anwesen kam in die Hände von Katharina Gogel, einer Tochter aus der ersten Ehe der Gattin Josef Schedelbauers, die ab 1921 mit Alois Oppenheimer verheiratet war. In der ersten Zeit dieser Ehe erhielt das Hofstetter-Haus sein farbenfrohes Innenleben. Zu der Landwirtschaft gehörten unter anderem ein Pferd, zwei Kühe, ein Schwein und ein großer Hausgarten. Oppenheimer fiel 1925 von der Tennenleiter und starb. Zwei Jahre später heiratete die verwitwete Katharina Oppenheimer Josef Hofstetter. 1942 kam das Anwesen durch Tausch in die Hände von Berta und Michael Hofstetter, die keine Kinder bekamen. Ihr Neffe überließ das Hofstetter-Anwesen dem Museum.
Ohne authentische Einrichtung, dafür aber mit einer kleinen Ausstellung über die Korbmacher des Donaumooses, präsentiert sich auf der anderen Seite der Museumsstraße das sogenannte Kanalhaus. Es stammt aus Grillheim und stand dort auf dem billigsten Baugrund zwischen Kanal und Straße. Ursprünglich diente es als Tagelöhnerhaus. Es stammt aus der Zeit um 1860 und stand einst am nördlichen Ende der heutigen Eicherstraße in Grillheim. Erbauer des Kanalhauses waren Anna und Michael Weidner, ein Korbmacherehepaar aus Grillheim. Sie finanzierten den Bau zur Hälfte mit einem Kredit von der Kirche in Karlskron, den sie nie zurückzahlten. Nachdem Anna Weidner 1873 gestorben war, erbte Michael Weidner das ganze Anwesen. Sein Sohn Annaklet erhielt ein Wohnrecht im Haus bis zur Eheschließung, der jüngere Sohn, der als „krüppelhaft und durchaus unfähig [...], jemals selbst seinen Unterhalt zu erwerben“, bezeichnet wurde, erhielt das Wohnrecht auf Lebenszeit. Michael Weidner heiratete 1876 erneut, verkaufte das Haus, wohnte aber mit seiner Familie weiterhin darin – nun zur Miete. 1877 kaufte er es wieder zurück. Zwölf Jahre später starb er. Zu diesem Zeitpunkt war Annaklet Weidner bereits ausgezogen und lebte als Fabrikarbeiter in Heufeld. Johann Weidner zahlte ihn und die Stiefmutter aus, letztere erhielt aber ein Wohnrecht im Haus. 1897 verkaufte er es an das angejahrte Ehepaar Kügler, behielt aber das lebenslängliche unentgeltliche Wohnrecht in einem der beiden Zimmer. Später lebte auch noch der Küglerssohn Jakob Eichner samt Frau und zwei kleinen Kindern im Kanalhaus, allerdings waren diese jungen Leute wohl oft nicht anwesend, da sie als Korbmacher auf Reisen gingen. 1913 ging das Anwesen durch Erbschaft an Maria Eichner über, den alten Küglers aber verblieb das Wohnrecht. 1926 erbte Maria Eichners Witwer mit vier minderjährigen Kindern, denen wiederum Wohnrecht bis zur Eheschließung zugesagt wurde, das Haus.

## Wisente und andere Weidetiere
Nachdem bis in die 1960er Jahre hauptsächlich versucht worden war, auf dem schwierigen Moorboden Landwirtschaft zu betreiben, sollen laut dem Entwicklungskonzept Donaumoos 2000–2030 die Grünlandflächen ausgeweitet und der Moorschwund aufgehalten werden. Ziel sind Wiesennutzung, Bau von Wasserrückhalteräumen und Ausweitung von Moorwachstumsflächen sowie die Beweidung durch Wisente, Murnau-Werdenfelser-Rinder und Moorschnucken. Auf dem Gelände des Hauses im Moos werden diese Tiere gehalten und präsentiert; die Wisentherde ist die größte im Freistaat Bayern.

## Träger
Die Stiftung Donaumoos Freilichtmuseum und Umweltbildungsstätte (Kurzname: HAUS im MOOS) trägt die Einrichtung in Kleinhohenried. Die rechtsfähige öffentliche Stiftung des bürgerlichen Rechts wurde durch den Bezirk Oberbayern, den Landkreis Neuburg-Schrobenhausen und die Donaumoos-Gemeinden Karlskron, Karlshuld und Königsmoos errichtet und durch die Regierung von Oberbayern am 19. August 1997 genehmigt. Den Stiftungsvorstand bilden derzeit die drei Ersten Bürgermeister der Gemeinden, dem Stiftungsrat gehören Vertreter des Bezirkstags Oberbayern und des Kreistages Neuburg-Schrobenhausen an. Die zwei Geschäftsführer werden von Fachbeiräten unterstützt.